# Erika Ferraioli
Erika Ferraioli (Roma, 23 de março de 1986) é uma nadadora italiana.

## Carreira

### Rio 2016
Ferraioli competiu nos 50 m livre feminino nos Jogos Olímpicos de Verão de 2016, sendo eliminada nas eliminatórias.